# Байде, Грегор
Грегор Байде (словен. Gregor Bajde; родился 29 апреля 1994 года, Сподний Хотич, Словения) — словенский футболист, нападающий клуба «Целе».

## Клубная карьера
Байде — воспитанник клубов «Крешнице», «Браво» и «Интерблок». 20 августа 2011 года в матче против «Бела Крайны» он дебютировал во Втором дивизионе Словении, в составе последнего. 14 апреля 2012 года в поединке «Шенкура» Грегор забил свой первый гол за «Интерблок». Летом того же года Байде перешёл в «Целе». 15 июля в матче против «Триглава» он дебютировал в чемпионате Словении. 4 августа в поединке против «Горицы» Грегор забил свой первый гол за «Целе».
Летом 2015 года Байде перешёл в «Марибор». 1 августа в матче против «Кршко» он дебютировал за новую команду. 27 сентября в поединке против «Кршко» Грегор забил свой первый гол за «Марибор». 5 декабря в матче против «Кршко» он сделал хет-трик. В своём дебютном сезоне Байде выиграл Кубок Словении.
Летом 2016 года Грегор на правах аренды перешёл в итальянскую «Новару». 10 сентября в матче против «Салернитаны» он дебютировал в итальянской Серии B. В начале 2017 года Байде вернулся в «Марибор» и помог клубу выиграть чемпионат.

## Достижения
«Марибор»
- Чемпионат Словении по футболу — 2016/17
- Обладатель Кубка Словении — 2015/16